# Osada (województwo mazowieckie)
Osada – wieś w Polsce położona w województwie mazowieckim, w powiecie gostynińskim, w gminie Gostynin.
| SIMC    | Nazwa     | Rodzaj    |
| ------- | --------- | --------- |
| 0564719 | Brzozówka | część wsi |

W latach 1975–1998 miejscowość administracyjnie należała do województwa płockiego.